# Stikangst
Stikangst of pnigofobie is een specifieke fobie, waarbij iemand bang is om te stikken (bijvoorbeeld in kleine ruimtes of door het eten van grote stukken voedsel). De aandoening staat ook bekend als ademhalingsvrees, anginofobie en pnigerofobie.
Angst om te stikken leidt tot problemen vanwege overalertheid. Veelal kan de aanwezigheid van (schijnbaar) beoordelende anderen nog meer leiden tot deze angst. Angst om te stikken komt in niet onbelangrijke mate voor bij mensen met lichamelijke ademhalingsklachten, zoals astma en hoesten. Binnen een periode zijn er vaak betere en slechtere dagen aan te wijzen. Bij de angst om te stikken is er bij velen een terugkerende focus op ademen en het slikken. Dit kan erg irriteren.
De meeste mensen met deze angsten kunnen in korte tijd van de angsten worden afgeholpen, maar als de fobie een uitingsvorm is van levensthema's zoals angst om te leven, of als er een sociale fobie aan vastzit, kan het langer duren.
Mensen met stikangst vertonen vaak volgende kenmerken:
- eten in kleine hapjes
- kauwen heel lang op hun voedsel
- eten meestal vloeibaar eten
- selecteren hun voedsel uiterst secuur
- hebben angst om hun tong in te slikken en zo te stikken.